# Alexander Eiban
Alexander Eiban (* 5. Mai 1994 in Gräfelfing) ist ein deutscher Fußballspieler. Der Torhüter stand zuletzt bei Sportfreunde Lotte unter Vertrag.

## Karriere
Eiban spielte in seiner Jugend für den ESV Laim, TSV 1860 München und für die SpVgg Unterhaching, bevor er zum FC Bayern München ging. Bei den Bayern war er Ersatztorhüter der Jugendmannschaft, die 2012 A-Jugend-Vizemeister wurde. Im Sommer 2012 wechselte er in die 3. Liga zum SV Wacker Burghausen. Dort war er zunächst Ersatztorwart hinter René Vollath und wurde auch in der zweiten Mannschaft eingesetzt. Seit der Saison 2014/15 war Eiban erster Torhüter. Im Juli 2017 wechselte Eiban innerhalb der Regionalliga Bayern zum 1. FC Schweinfurt 05.
Im Sommer 2019 verließ er Schweinfurt und schloss sich den Sportfreunden Lotte an, die soeben aus der Dritten Liga in die Regionalliga West abgestiegen waren.

## Titel und Erfolge
1. FC Schweinfurt 05
- Bayerischer Pokalsieger: 2017/18